# Nordi Mukiele
Nordi Mukiele Mulere (Montreuil, 1997. november 1. –) francia válogatott labdarúgó, az angol Sunderland játékosa.

## Pályafutása

### Klubcsapatban
A Paris FC és a Laval korosztályos csapataiban nevelkedett, majd az utóbbiban lett felnőtt játékos. 2014. november 28-án debütált a felnőtt csapatban az AJ Auxerre elleni másodosztályú mérkőzésen. 2015. december 11-én első gólját szerezte meg a Clermont ellen. 2017. január 6-án öt éves szerződést kötött a Montpellier csapatával. Február 11-én debütált a Nancy-Lorraine elleni első osztályú bajnoki mérkőzésen.

### RB Leipzig
2018. május 30-án 16 millió euróért szerződtette a lipcsei együttes és 2023-ig írt alá.
Július 26-án a svéd BK Häcken elleni Európa-liga 2. selejtezőkörének első mérkőzésén mutatkozott be tétmérkőzésen a német klubban, a 68. percben váltotta Marcelo Saracchit. Ez volt karrierje első nemzetközi mérkőzésre.
Első bajnoki mérkőzését szeptember 2-án játszotta a 2018/19-es idény 2. fordulójában a Fortuna Düsseldorf elleni hazai 1–1-s találkozón.
Első gólját a bajnokság utolsó fordulójában szerezte a Werder Bremen elleni 2–1-s idegenbeli mérkőzésén.
A következő, 2019/20-as szezonban lépett pályára karrierje során először a BL-ben, a csoportkör első mérkőzésén az SL Benfica ellen.
2022. május 21 pályára lépett a 2021/22-es szezon Német kupa döntőjében, az SC Freiburg ellen. Csereként a 61. percben Emil Forsberget váltotta, majd hosszabbítás és tizenegyespárbaj után megnyerték a döntőt.

### Paris Saint-Germain
2022. július 26-án ötéves, 2027 nyaráig szóló szerződést kötött a  párizsi csapattal.
Augusztus 6-án mutatkozott be a csapatban, a bajnokság 2022/23-as szezonjának nyitófordulójában a Clermont Foot ellen. Az 5–0-s idegenbeli mérkőzésén csereként lépett pályára Sergio Ramos-t váltva a 67. percben.

### Bayer Leverkusen
2024. augusztus 28-án kölcsönbe került a német Bayer Leverkusenhez.

### Sunderland
2025. augusztus 17-én négyéves szerződést írt alá az angol Sunderland csapatával.

### A válogatottban
Szülei révén Kongói DK-beli gyökerekkel bír. Pályára lépett a francia U18-as, U19-es,U20-as és U21-es válogatottban.
2021. szeptember 2-án Didier Deschamps behívta Jules Koundé helyére az A csapatba az Ukrajna és a Finnország elleni 2022-es világbajnokság selejtezőjére.
Szeptember 7-én lépett pályára a Finnország elleni hazai 2–0-s találkozón. Csereként a 67. percben Léo Dubois-t váltotta.

## Statisztika
2022. augusztus 8-i állapotnak megfelelően.
| Klub                | Szezon           | Bajnokság        | Bajnokság | Bajnokság | Kupa  | Kupa  | Ligakupa | Ligakupa | Nemzetközi | Nemzetközi | Egyéb | Egyéb | Összes | Összes |
| Klub                | Szezon           | Liga             | Mérk.     | Gólok     | Mérk. | Gólok | Mérk.    | Gólok    | Mérk.      | Gólok      | Mérk. | Gólok | Mérk.  | Gólok  |
| ------------------- | ---------------- | ---------------- | --------- | --------- | ----- | ----- | -------- | -------- | ---------- | ---------- | ----- | ----- | ------ | ------ |
| Laval II            | 2014/15          | National 3       | 14        | 1         | —     | —     | —        | —        | —          | —          | —     | —     | 14     | 1      |
| Laval II            | 2015/16          | National 3       | 9         | 0         | —     | —     | —        | —        | —          | —          | —     | —     | 9      | 0      |
| Laval II            | 2016/17          | National 3       | 1         | 0         | —     | —     | —        | —        | —          | —          | —     | —     | 1      | 0      |
| Laval II            | Összesen         | Összesen         | 24        | 1         | —     | —     | —        | —        | —          | —          | —     | —     | 24     | 1      |
| Laval               | 2014/15          | Ligue 2          | 2         | 0         | 0     | 0     | 0        | 0        | —          | —          | —     | —     | 2      | 0      |
| Laval               | 2015/16          | Ligue 2          | 15        | 2         | 1     | 0     | 2        | 0        | —          | —          | —     | —     | 18     | 2      |
| Laval               | 2016/17          | Ligue 2          | 17        | 0         | 1     | 0     | 3        | 0        | —          | —          | —     | —     | 21     | 0      |
| Laval               | Összesen         | Összesen         | 34        | 2         | 2     | 0     | 5        | 0        | 0          | 0          | 0     | 0     | 41     | 2      |
| Montpellier         | 2016/17          | Ligue 1          | 17        | 0         | 0     | 0     | 0        | 0        | —          | —          | —     | —     | 17     | 0      |
| Montpellier         | 2017/18          | Ligue 1          | 33        | 0         | 2     | 0     | 4        | 0        | —          | —          | —     | —     | 39     | 0      |
| Montpellier         | Összesen         | Összesen         | 50        | 0         | 2     | 0     | 4        | 0        | 0          | 0          | 0     | 0     | 56     | 0      |
| Montpellier II      | 2017/18          | National 3       | 1         | 0         | —     | —     | —        | —        | —          | —          | —     | —     | 1      | 0      |
| Montpellier II      | Összesen         | Összesen         | 1         | 0         | —     | —     | —        | —        | —          | —          | —     | —     | 1      | 0      |
| RB Leipzig          | 2018/19          | Bundesliga       | 19        | 1         | 4     | 0     | —        | —        | 8          | 0          | —     | —     | 31     | 1      |
| RB Leipzig          | 2019/20          | Bundesliga       | 25        | 3         | 2     | 0     | —        | —        | 10         | 0          | —     | —     | 37     | 3      |
| RB Leipzig          | 2020/21          | Bundesliga       | 28        | 3         | 5     | 0     | —        | —        | 7          | 1          | —     | —     | 40     | 4      |
| RB Leipzig          | 2021/22          | Bundesliga       | 28        | 1         | 2     | 0     | —        | —        | 8          | 1          | —     | —     | 38     | 2      |
| RB Leipzig          | Összesen         | Összesen         | 100       | 8         | 13    | 0     | —        | —        | 33         | 2          | 0     | 0     | 146    | 10     |
| Paris Saint-Germain | 2022/23          | Ligue 1          | 1         | 0         | 0     | 0     | —        | —        | 0          | 0          | 0     | 0     | 1      | 0      |
| Paris Saint-Germain | Összesen         | Összesen         | 1         | 0         | 0     | 0     | —        | —        | 0          | 0          | 0     | 0     | 1      | 0      |
| KARRIER ÖSSZESEN    | KARRIER ÖSSZESEN | KARRIER ÖSSZESEN | 210       | 11        | 17    | 0     | 9        | 0        | 33         | 2          | 0     | 0     | 269    | 13     |

### A válogatottban
2021. szeptember 6-i állapot szerint.
| Franciaország | Franciaország | Franciaország |
| Év            | Mérk.         | Gólok         |
| ------------- | ------------- | ------------- |
| 2021          | 1             | 0             |
| ÖSSZESEN      | 1             | 0             |

## Sikerei, díjai
- RB Leipzig
  - Német Kupa: 2021–22

- Paris Saint-Germain
  - Ligue 1:: 2022–23, 2023–24
  - Francia kupa: 2023–24
  - Francia szuperkupa: 2022, 2023